# Ирано-израильская война
Ира́но-изра́ильская война́ (также известная как «Двенадцатидне́вная война́») стала результатом длительного конфликта между странами. Она началась на фоне идущей с 2023 года более широкой войны на Ближнем Востоке, а также разработки Ираном ядерной программы и связанной с ней баллистической ракетной программы, воспринимаемых Израилем как критические угрозы. Иран с 2019 года начал наращивать масштабы и степень обогащения урана. К 2025 году это привело к накоплению материала, достаточного для создания нескольких ядерных зарядов, и признанию Ирана нарушителем режима нераспространения.
13 июня 2025 года Израиль начал атаку на Иран. В течение войны он нанёс удары более чем по 1000 целей в Иране, преимущественно по военной инфраструктуре и ядерным объектам. Было убито свыше 30 представителей высшего военного руководства Ирана и от 11 до 14 специалистов по ядерным исследованиям. Ударам также подверглись объекты нефтегазовой инфраструктуры и ряд объектов символического значения, включая штаб-квартиру государственного телеканала. В ответ Иран начал обстреливать города и военные объекты Израиля, выпустив свыше 500 баллистических ракет и более 1000 беспилотных летательных аппаратов. Был причинён существенный ущерб жилому фонду, учебным заведениям, больнице «Сорока» и Институту Вейцмана. Также был повреждён НПЗ в Хайфе. Около 6 ракет попали в израильские военные объекты. 22 июня 2025 года к войне на стороне Израиля присоединились США, нанеся ракетно-бомбовые удары по объектам ядерной программы Ирана. Иран нанёс ответный удар по военной базе США в Катаре. 24 июня 2025 года вступило в силу соглашение о прекращении огня, положившее конец 12-дневной войне.
Война сопровождалась эвакуациями населения. Потери Ирана составили, по различным данным, 1060—1190 убитых и 4475—4870 раненых. Израильские потери составили 28 убитых и свыше 3000 пострадавших. Отмечалось широкое распространение в соцсетях и СМИ дезинформации с применением фото и видео, относящихся к другим событиям или сгенерированных искусственным интеллектом. Иран отключал для своих граждан доступ к интернету за пределами страны.
Израиль, в соответствии с «доктриной Бегина», обосновал свои действия защитой от экзистенциальной угрозы, исходящей от иранской ядерной программы. Иран, в свою очередь, заявил о мирном характере своей ядерной программы, одновременно настаивая, что имеет право на её дальнейшую милитаризацию, и угрожая выйти из Договора о нераспространении ядерного оружия. Он также объявил о своём праве на самооборону. Организация Объединённых Наций выразила тревогу в связи с войной. Страны «Большой семёрки» (G7) заявили о недопустимости получения Ираном ядерной бомбы. Европейский союз призвал стороны к сдержанности и дипломатическому решению. БРИКС и большинство мусульманских стран осудили нападение на Иран. Война вызвала дискуссии среди юристов: одни сочли действия Израиля нарушением международного права, другие — допустимой самообороной или частью продолжающегося конфликта.
По итогам войны военная инфраструктура Ирана понесла серьёзный ущерб. Ядерная программа страны была отброшена назад — по разным оценкам, на срок от нескольких месяцев до нескольких лет. Военные расходы каждой из сторон составили миллиарды долларов. Война ослабила влияние Ирана на союзные исламистские группировки в регионе и привела к усилению репрессий внутри страны. Иран отказался от сотрудничества с МАГАТЭ, что поставило под вопрос эффективность международного контроля над ядерной деятельностью.

## Предыстория

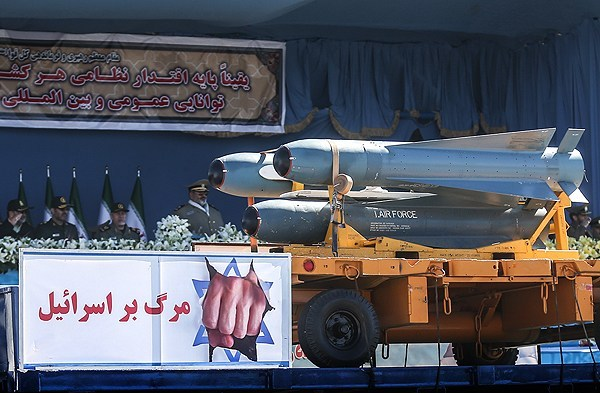
Плакат со словами «Смерть Израилю» на персидском языке. Парад в честь Дня Армии Ирана, Тегеран, 2016 год

Ирано-израильские отношения, бывшие дружественными в 1948—1979 годах, резко ухудшились после исламской революции в Иране, повернувшей его внешнюю политику в антиизраильское и антиамериканское русло. С начала 1980-х годов Иран и Израиль находятся в состоянии прокси-конфликта.

### Ядерная и ракетная программы Ирана
В начале 2000-х годов стало известно о тайной деятельности Ирана в ядерной сфере вне контроля МАГАТЭ, которую Израиль счёл критической угрозой. Связанная с ней баллистическая ракетная программа также воспринимается Израилем и позиционируется Ираном как угроза еврейскому государству. Обе программы находятся в ведении Корпуса стражей исламской революции (КСИР).
В 2005—2010 годах США, Совет Безопасности ООН и ЕС ввели против Ирана ряд санкций в связи с его ядерной программой. Соглашение 2015 года (СВПД), заключённое Ираном с 6 ведущими странами, ограничило эту программу в обмен на снятие санкций. Соглано «ядерной сделке», Ирану разрешалось обогащать уран до уровня не более 3,67 %, и обладать не более чем 300 кг низкообогащённого урана. В 2018 году США вышли из СВПД из-за отсутствия в нём ограничений на ракетную программу Ирана и поддержку им вооружённых группировок за рубежом, и возобновили свои санкции. Иран, в свою очередь, с 2019 года начал нарушать условия СВПД как по количеству запасов, так и по степени обогащения урана.
Согласно отчёту МАГАТЭ от 26 февраля 2025 года, Иран получил уран, обогащённый до чистоты 60 % (близкой к оружейному уровню) в количестве, достаточном, по оценке учёных, для создания за 3 недели 7 единиц ядерного оружия. 12 июня МАГАТЭ приняло резолюцию о том, что Иран нарушает свои обязательства в рамках режима нераспространения ядерного оружия.
С 2018 по 2025 год США пытались договориться с Ираном о новой ядерной сделке, предполагавшей тщательный контроль над иранской ракетно-ядерной программой и отказ Ирана от поддержки вооружённых группировок. Такие попытки предпринимались при первой администрации Трампа, затем при администрации Байдена и вновь при второй администрации Трампа. В качестве альтернативы США рассматривали военное решение.

### Война на Ближнем Востоке (с 2023)
Одновременно с дискуссиями вокруг иранской ядерной программы, на фоне широкой войны на Ближнем Востоке, идущей с 2023 года, напряжённость между Ираном и Израилем нарастала, вылившись в обмены воздушными ударами в апреле и октябре 2024 года.
По данным израильской разведки, в предшествующие войне месяцы Иран ускорил свои разработки, направленные на создание ядерного оружия, одновременно решив увеличить свой запас баллистических ракет, оценивавшийся в 2500—3000 единиц, до 8800.
При этом к началу 2025 года для Израиля сложились благоприятные условия для атаки на Иран. Поддерживаемые Ираном, входящие в так называемую «ось сопротивления» и находящиеся у границ Израиля исламистские вооружённые организации, в первую очередь «ХАМАС» и «Хезболла», оказались сильно ослаблены в результате войны в Газе (с 2023 года) и военной операции Израиля в Ливане (с 2024 года). В конце 2024 года пал союзный Ирану режим Асада в Сирии, а на выборах в США одержал победу Дональд Трамп, известный своей поддержкой Израиля. Иран безуспешно пытался организовать покушение на Трампа.

## Ход боевых действий

### Действия Израиля

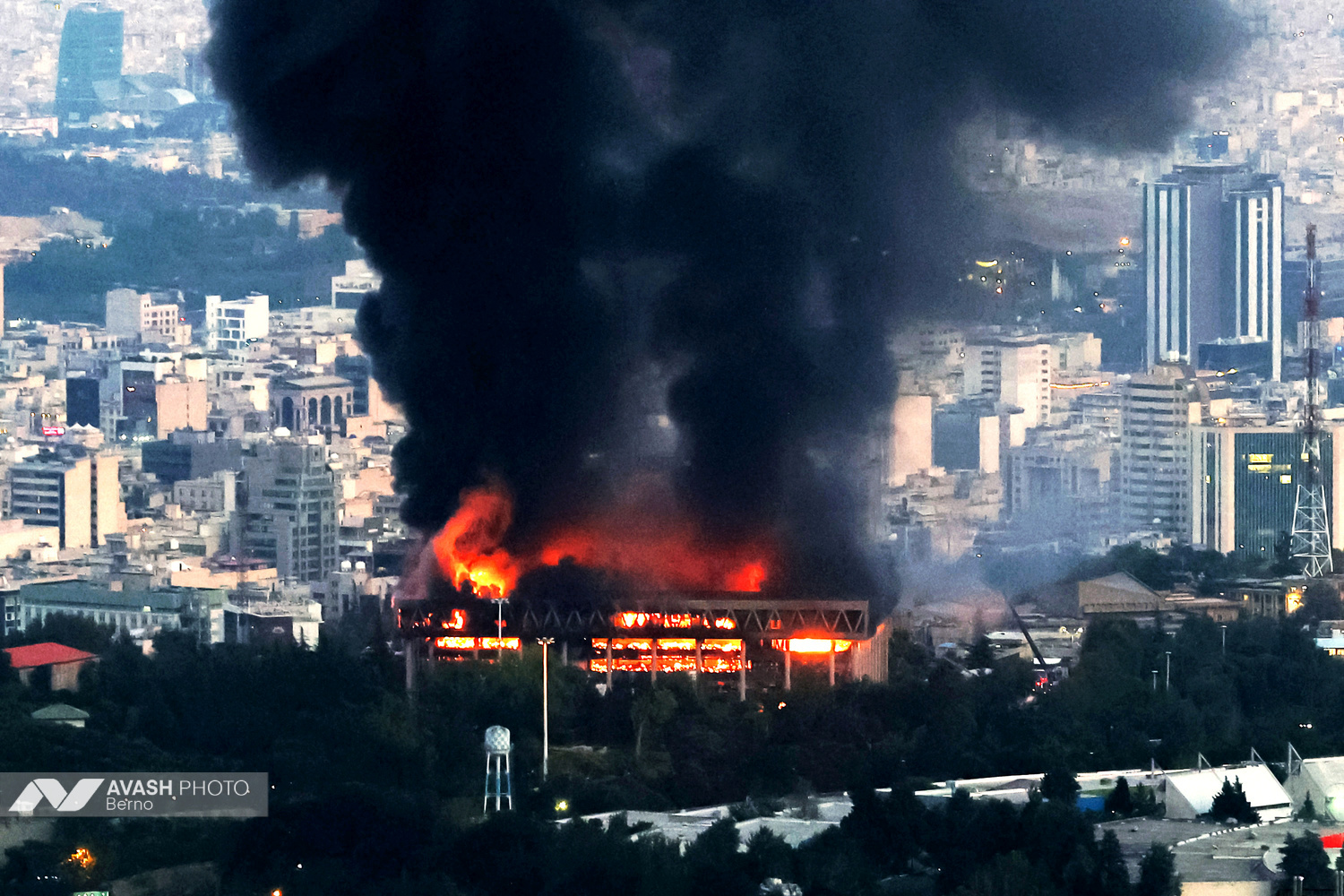
Горящее здание телеканала IRIB в Тегеране после израильского авиаудара, 16 июня 2025 года.

В ночь на 13 июня 2025 года Израиль начал масштабную военную операцию «Народ как лев», нацеленную на иранские ядерные объекты и военную инфраструктуру.

#### Подготовка и логистика
В рамках подготовки к операции «Моссад» контрабандой доставил на территорию Ирана компактные военные БПЛА. По иранским данным, в пригороде Тегерана был обнаружен трёхэтажный дом, функционировавший как подпольная фабрика по сборке дронов, которые затем были размещены в транспортных средствах. Агенты «Моссада» также ввезли в Иран противотанковые ракетные комплексы «Спайк» c дистанционным управлением, которые были направлены на объекты иранской системы ПВО.

#### Подавление средств ПВО
С помощью точных разведданных, поступавших в режиме реального времени, по иранской системе ПВО был нанесён удар дронами, запускавшимися с территории Ирана, и дистанционно управляемыми ракетными установками «Спайк». Через несколько минут после этого свыше 200 израильских самолётов нанесли первый авиаудар. Ключевые элементы иранской системы ПВО — радарные установки и ракетные батареи класса «земля-воздух» — были выведены из строя. Установив господство в воздухе, Израиль расширил круг поражаемых целей, не встречая существенного сопротивления. За время войны Иран не смог сбить ни одного израильского самолёта, хотя и перехватил несколько беспилотников.

#### Точечные ликвидации
Одновременно в ходе спецоперации «Красная свадьба» был убит ряд высокопоставленных иранских военных, а в ходе спецоперации «Нарния» — ряд ведущих иранских специалистов по ядерным разработкам. В частности, были убиты командующий Корпусом стражей исламской революции (КСИР) Хоссейн Салами, начальник Генерального штаба Вооружённых сил Ирана генерал-майор Мохаммад Багери, а через несколько дней — его преемник Али Шадмани. Гибель более 30 старших командиров (многие из которых стали жертвами точечных ударов в первый день войны) нанесла тяжёлый удар по цепи командования Ирана.
По данным иранских СМИ, президент Ирана Масуд Пезешкиан получил ранения ног, когда несколько израильских бомб были сброшены на входы в секретный подземный комплекс в Тегеране, где он принимал участие в заседании Высшего совета национальной безопасности.

#### Основные цели бомбардировок
С 13 по 16 июня израильским авиаударам подверглись около 720 целей в Иране; к 21 июня их количество превысило 1000.
Были поражены центры по обогащению урана в Нетензе и Фордо, а также ядерные объекты в Исфахане и Эраке. В районе Тегерана были нанесены удары по объектам, связанным с ядерной программой, производившим ключевые компоненты для её инфраструктуры.
Целями израильских бомбардировок также стали военные объекты: базы, средства ПВО, пусковые установки и ракеты «земля-земля», объекты военно-воздушных и морских сил, склады и арсеналы, объекты военной промышленности (включая заводы по производству сырья и компонентов для ракет и центр по разработке химического оружия). Удары были также нанесены по штаб-квартирам Министерства обороны Ирана, Командования КСИР, а также Министерства информации и национальной безопасности Ирана.
Бомбардировкам были подвергнуты и нефтегазовые объекты Ирана, включая газовое месторождение Южный Парс, главное нефтехранилище Тегерана Шахран, газоперерабатывающий завод «Фаджр Джам» и нефтеперерабатывающий комплекс Шахр-Рей.
Авиаударам подвергся и ряд объектов символического значения, в первую очередь, здание государственного телеканала IRIB, названного Израилем «рупором пропаганды и подстрекательства». Также был нанесён удар по часам обратного отсчёта на Палестинской площади в Тегеране, отсчитывающим время до исчезновения Израиля «через 25 лет», анонсированного иранским лидером Али Хаменеи в 2015 году. Были нанесены авиаудары по воротам и административному корпусу тюрьмы «Эвин», в которой содержатся преимущественно политические заключённые.

#### Кибератаки
Война сопровождалась масштабными кибератаками: были выведены из строя иранские правительственные сайты, система экстренных SMS-оповещений, сервисы электронного правительства, медицинского страхования, система топливных карт и судебные платформы. Иранские власти сообщали о несанкционированном доступе к информации, а пользователи — о сбоях голосовой связи и онлайн-торговли, а также о попытках взлома реестра удостоверений личности и баз данных службы пограничного контроля. Связанная с Израилем хакерская группа «Хищный воробей» взяла на себя ответственность за взлом систем Министерства энергетики Ирана и вывод из строя резервной энергосистемы страны.
Отмечались атаки на банковскую систему Ирана, включая взлом банка Сепех, а также взлом иранского центра криптообмена Nobitex, в результате которого группой «Хищный воробей» из него были выведены и уничтожены криптовалютные средства в размере, эквивалентном 90 млн долларов.

### Действия Ирана

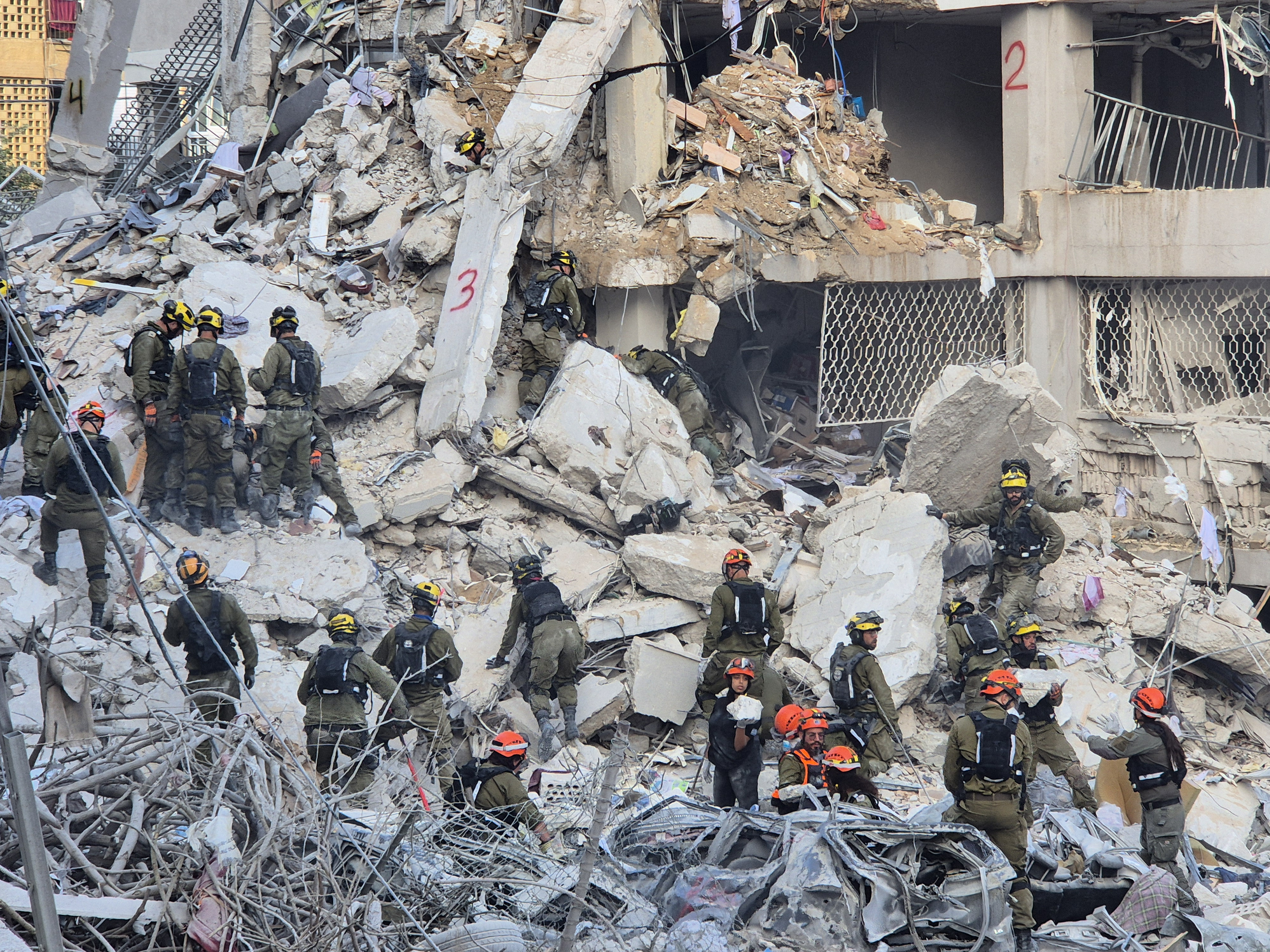
Последствия иранского ракетного удара по жилому дому в Бат-Яме, 15 июня 2025 года.

Иранские вооружённые силы и Корпус стражей исламской революции начали против Израиля ответную операцию «Правдивое обещание 3», пообещав нанести удары по его военным объектам.

#### Удары по Израилю
По городам Израиля было выпущено свыше 500 баллистических ракет (в том числе, с кассетными боеголовками) и свыше 1000 БПЛА.
Израиль использовал для защиты от них свои многоуровневые системы ПВО и ПРО, а также авиацию, атаковавшую цели как в воздухе, так и на земле. США также участвовали в защите Израиля от иранских ракет, используя противоракеты SM-3 корабельного базирования и наземные противоракетные комплексы THAAD (израсходовав, по данным Wall Street Journal, существенную часть имевшихся у США боеприпасов к ним). Иордания и Саудовская Аравия, несмотря на осуждение ими действий Израиля, перехватывали иранские ракеты над своей территорией. Франция заявила, что сбила «менее 10» иранских БПЛА. По оценкам израильского министерства обороны, в общей сложности было перехвачено 86 % иранских баллистических ракет, выпущенных по Израилю, и 99 % иранских дронов.
Иранские обстрелы причинили существенный ущерб жилому фонду Израиля. Пострадало 208 учебных заведений; ряд школ и детских садов был полностью разрушен. Больница «Сорока» в Беэр-Шеве серьёзно пострадала в результате прямого попадания иранской ракеты; при этом был причинён огромный ущерб исследованиям рака и диабета. Критический ущерб был причинён исследовательским лабораториям Института Вейцмана. Удар иранских ракет по нефтеперерабатывающему заводу Bazan в Хайфе привёл к локальному повреждению трубопроводов и линий электропередачи, а также к временной остановке части мощностей.
Согласно анализу спутниковых радиолокационных снимков, проведённому учёными Орегонского университета, были зафиксированы попадания шести иранских ракет по пяти израильским военным объектам, включая авиабазу, центр сбора разведывательной информации и базу материально-технического снабжения. В частности, отмечалось попадание в склад на военной базе «Лагерь Моше Даян».
Союзная Ирану исламистская группировка хуситов, базирующаяся в Йемене, произвела за время войны не менее двух запусков ракет по Израилю: 13 и 16 июня. Первая из ракет упала возле Хеврона, ранив несколько палестинцев; вторая также не долетела до Израиля.

#### Удар по базе США в Катаре
После ударов США по иранским ядерным объектам, Иран в ответ нанёс ракетный удар по военной базе США Аль-Удейд в Катаре, назвав свою операцию «Благословение победы». По американским и катарским данным, ракеты были перехвачены катарской системой ПВО, и никто не пострадал. Одна из ракет поразила расположенный на авиабазе купол с антенной спутниковой связи, используемый армией США.
Согласно заявлениям США, Иран заранее сообщил об этой атаке в рамках попытки деэскалации конфликта.

#### Угрозы судоходству
В ходе войны Иран неоднократно угрожал перекрыть Ормузский пролив, через который проходит 35 % мировых морских поставок нефти и 20 % морских поставок сжиженного природного газа, однако не сделал этого. По оценке экспертов, это связано с зависимостью Ирана от пролива для экспорта собственной нефти, риском сближения арабских стран Залива с Израилем и возможным недовольством Китая — ключевого покупателя иранской нефти.
Наряду с этим, йеменские хуситы угрожали возобновить атаки в Красном море на американские корабли (как военные, так и гражданские) в случае вступления США в войну с Ираном.

### Действия США

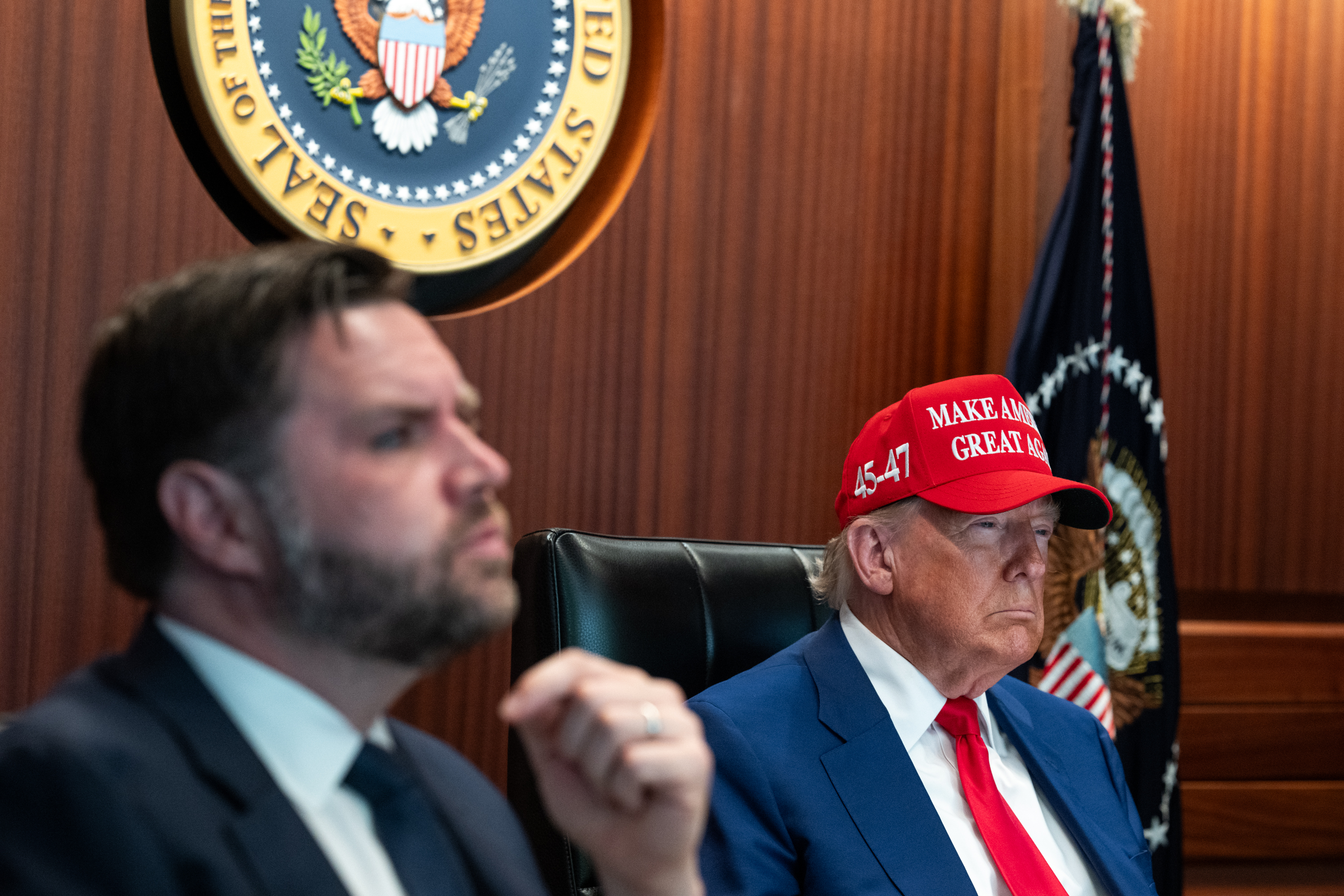
Президент Дональд Трамп и Вице-президент Джей Ди Вэнс в Ситуационной комнате во время ударов США по ядерным объектам Ирана (2025).

22 июня 2025 года на территории Ирана воздушные и морские силы США атаковали наиболее значимые центры по обогащению урана — завод по обогащению урана в Фордо, ядерный объект в Нетензе и центр ядерных технологий в Исфахане. Операция получила название «Полуночный молот». В операции участвовали 125 воздушных судов, включая 7 стратегических бомбардировщиков B-2, вылетевших с американской авиабазы «Уайтмен», и добиравшихся до цели, закрыв основные каналы коммуникации, около 18 часов.
Всего в ходе операции было использовано, по американским данным, 75 высокоточных боеприпасов, включая 14 противобункерных авиабомб GBU-57 (13-тонных, впервые в истории применённых в боевых условиях), и 30 ракет «Томагавк», выпущенных с подводных лодок. Американские самолёты не были обнаружены иранской ПВО, по ним не открывался огонь; иранские истребители не поднимались в воздух. Операция была засекречена до момента выхода самолётов из опасной зоны. Лидеры Конгресса США были уведомлены уже после завершения миссии.
Ядерным объектам Ирана был причинён существенный ущерб. При этом иранские власти заявили, что персонал, оборудование и ядерные материалы были заранее ими эвакуированы. По данным NBC News со ссылкой на американские и израильские источники, большинство обогащённого урана, находившегося в Исфахане и Фордо, оказалось погребено под завалами, и извлечение этого материала с целью продолжения обогащения крайне затруднительно, если вообще возможно.

## Прекращение огня
В ночь на вторник, 24 июня, президент США Дональд Трамп сообщил о прекращении огня между Израилем и Ираном. Незадолго до вступления перемирия в силу Иран произвёл ракетный удар, убивший четверых израильтян в городе Беэр-Шева. После вступления перемирия в силу он запустил, по израильским данным, ещё две ракеты. Израиль обвинил Иран в нарушении условий прекращения огня и направил самолёты для ответного удара, но, по настоянию США, воздержался от масштабных бомбардировок и вернул самолёты, ограничившись ударом по радарной станции. Утром 24 июня Израиль и Иран подтвердили взаимную остановку военных действий.
Эксперты отмечают временный и нестабильный характер достигнутой договорённости о прекращении огня. Отмечается, что ни ядерные амбиции Ирана, ни опасения Израиля, ни региональные противоречия не исчезли, что делает весьма вероятным возобновление конфликта в будущем.

## Эвакуации населения
После начала войны десятки стран провели эвакуации своих граждан из Ирана и Израиля.
Израиль выпускал предупреждения об эвакуации иранского гражданского населения, в том числе, персонала на военных заводах по производству оружия и проживающих рядом с ними граждан, а также жителей центра Тегерана. Промышленные рабочие в ряде районов Тегерана продолжали работать 24-часовые смены, несмотря на предупреждения об эвакуации, под угрозой увольнения за «прогулы в военное время».
Израиль организовал масштабную эвакуацию из-за рубежа более 100 000 своих граждан, оказавшихся за границей после начала войны с Ираном. Операция получила название «Безопасное возвращение». По итогам войны около 19 000 израильтян, проживавшие в домах, повреждённых иранскими обстрелами, остались без крова и были эвакуированы в гостиницы или к друзьям и родным.

## Потери
В результате израильских ударов по Ирану, по данным Human Rights Activists in Iran (HRAI), в Иране погибло 1190 человек, и 4475 были ранены. По официальным иранским данным, в стране погибло 1060 человек, а количество раненых составило 4870 человек. Иран опубликовал список из почти 30 генералов, погибших в результате израильских ударов; также было убито не менее нескольких сотен военнослужащих и сотрудников служб безопасности Ирана, и от 11 до 14 специалистов по ядерным разработкам. 436 погибших, по оценке HRAI — гражданские лица.
От иранских ударов по Израилю погибло 28 человек, и свыше 3000 пострадали. 27 убитых в результате обстрелов — гражданские лица, и один — солдат, который находился в отпуске. Израиль опубликовал поимённый список погибших, включив в него дополнительно 29-ю жертву — женщину, умершую во время обстрела от сердечного приступа. Вскоре ещё две женщины скончались от травм, полученных при попадании иранских баллистических ракет в их дома, и общее число жертв со стороны жителей Израиля дошло, таким образом, до 31 человека.
При падении ракеты хуситов возле Хеврона было ранено 5 палестинцев.

## Информационная война и цензура

### Дезинформация
Война сопровождалась массовой дезинформацией в СМИ и соцсетях, в том числе с публикацией фото и видео, относящихся к другим событиям или сгенерированных искусственным интеллектом (ИИ).
Израильское Министерство по делам диаспоры и борьбы с антисемитизмом выпустило исследование масштабной скоординированной проиранской кампании дезинформации, проведённой во время войны в соцсетях с использованием фейковых аккаунтов и ботов. По данным исследования, она была проведена иранскими структурами. Внутри Ирана пропаганда была направлена на усиление поддержки властей; за рубежом, особенно в США, боты стремились подорвать поддержку Израиля, распространяя антисемитские теории заговора и враждебные Израилю материалы, включая сфабрикованные изображения и новости. Одной из ключевых целей кампании на английском языке было предотвращение вступления США в войну.
Анализ BBC обнаружил ряд видеороликов, созданных с использованием ИИ, хвастающихся военными возможностями Ирана, а также видео, изображающие последствия ударов, якобы нанесённых по израильским целям. Три наиболее просматриваемых из них собрали в общей сложности более 100 млн просмотров на ряде платформ. Видео под названием «Судный день в Тель-Авиве», опубликованное на сайте иранской газеты Tehran Times, оказалось сгенерировано ИИ, как и «фотографии» якобы сбитого в Иране израильского самолёта F-35. Кадры пожара в Китае выдавались за результаты иранской «атаки на штаб „Моссада“». Кадр с «пленной израильской лётчицей» оказался обработанным фото чилийской лётчицы. А за фото «пленного израильского лётчика» выдавался кадр с российско-израильским рок-музыкантом Андреем Макаревичем. Видео бомбардировки США Багдада 22-летней давности выдавалось за «безжалостные» удары Израиля по Ирану. Аналитики связывают всплеск дезинформации, в том числе, с российскими сетями влияния, ведущими антизападную пропаганду.
Произраильские аккаунты, по оценке BBC, повторно распространяли старые видеоролики протестных выступлений в Иране, ложно утверждая, что они свидетельствуют о растущем несогласии с правительством и поддержке иранцами военной кампании Израиля.

### Блокировки интернета и цензура
С 18 июня иранское правительство отключило для населения доступ к интернету, за исключением местных иранских сайтов; интернет-трафик в Иране упал почти до нуля. После этого американский предприниматель Илон Маск, основной собственник компании SpaceX, сообщил об активации её системы спутникового интернета Starlink над Ираном. По завершении войны доступ граждан к интернету был постепенно восстановлен. Вместе с тем, 30 июня в Иране был принят закон, согласно которому использование Starlink наказывается штрафом, битьём плетьми или двумя годами тюремного заключения.
Израильские СМИ не сообщали о попаданиях иранских ракет по военным объектам из-за действующей в Израиле военной цензуры.

## Позиция сторон
Израиль обосновал начало своей военной операции защитой от угрозы приобретения Ираном ядерного оружия. Премьер-министр Израиля Биньямин Нетаньяху охарактеризовал угрозу, исходящую со стороны Ирана и его ядерной программы, как экзистенциальную: «Если мы не предпримем действия сейчас, нас просто не будет». Аналогичную позицию озвучил министр обороны Израиля Исраэль Кац, заявив о необходимости ударов по ядерным объектам Ирана, чтобы предотвратить «экзистенциальную угрозу». Отмечается соответствие этой позиции «доктрине Бегина», предусматривающей превентивные удары Израиля по враждебным режимам, пытающимся обзавестись ядерным оружием.
Иран настаивает на мирном характере своей ядерной программы, заявляя, что не стремится к созданию ядерного оружия. Вместе с тем, он неоднократно угрожал выйти из Договора о нераспространении ядерного оружия — как в предшествующие войне годы, так и непосредственно во время войны. Власти Ирана объявили, что нападение Израиля доказывает необходимость развития их ракетно-ядерной программы, и важность права Ирана «на обогащение [урана], ядерные технологии и ракетную мощь». Иран осудил атаку Израиля как нарушение международного права и заявил о своём праве на самооборону в соответствии со статьёй 51 Устава ООН, а также о намерении продолжать обогащение урана.

## Международная реакция
Генеральный секретарь Организации Объединённых Наций (ООН) Антониу Гутерриш призвал стороны к сдержанности, предупредив о риске масштабной региональной войны. После вступления США в войну он выразил «крайнюю обеспокоенность» в связи с возможным разрастанием конфликта, и призвал к дипломатическому решению.
Страны «Большой семёрки», или G7 (Великобритания, Германия, Италия, Канада, США, Франция и Япония) заявили, что Иран — «главный источник региональной нестабильности и террора», воздержавшись от прямой критики действий Израиля против Ирана. Великобритания и Германия поддержали удары США по Ирану.
Европейский союз (ЕС) призвал стороны к соблюдению международного права и сдержанности, и предостерегал США от вмешательства в конфликт, опасаясь его разрастания. После вступления США в войну ЕС заявил, что Иран никогда не должен получить ядерную бомбу, при этом призвал уважать международное право, и пригласил Иран начать переговоры.
Межгосударственное объединение БРИКС подвергло критике удары по Ирану. Отмечалась схожая позиция России и Китая, осудивших действия Израиля и США как нарушающие международное право и Устав ООН. Аналогичную позицию заняла также дружественная Ирану Северная Корея.
Страны с преобладающей долей мусульманского населения преимущественно осудили действия Израиля (за исключением сохранивших нейтралитет Азербайджана и Сирии). Вместе с тем, отмечалось военное сотрудничество с Израилем отдельных арабских стран.

## Правовые оценки
Израильская военная операция против Ирана породила дискуссию в юридическом сообществе.
Редактор European Journal of International Law и профессор права Марко Миланович считает, что применение Израилем силы против Ирана не может быть оправдано правом на самооборону из-за отсутствия доказанной неизбежной угрозы, необходимой, в соответствии с международным правом, для законного использования превентивного удара. Миланович считает действия Израиля непропорциональными угрозе. Некоммерческая организация «Международная комиссия юристов» также осудила действия Израиля, заявив, что они нарушают международное право; по её оценке, на Израиль не было совершено нападения, в связи с чем он не имел права на нанесение удара по Ирану в рамках самообороны.
Профессора права Амихай Коэн и Юваль Шани считают, что действия Израиля против Ирана целесообразнее рассматривать как очередной эпизод продолжающегося военного конфликта между странами, включающего в себя прямые и опосредованные удары с обеих сторон с октября 2023 года. По их мнению, при таком подходе операция Израиля обоснована в рамках существующего вооружённого противостояния с Ираном и его союзниками. Майкл Шмитт, ведущий научный сотрудник Военной академии США и профессор права, считает, что юридическая правомерность операции неочевидна, но её допустимость может быть обоснована при широкой интерпретации самообороны от неизбежной угрозы — особенно учитывая её ядерную природу.
Массовое использование Ираном баллистических ракет в густонаселённых районах, а также применение ракет с кассетными боеголовками (запрещённых в 120 странах из-за их крайне неизбирательного поражающего действия), повлекло за собой обвинения в нарушении международного права.

## Итоги
Сотни стратегических объектов в Иране были уничтожены или серьёзно повреждены. Возможности Ирана по запуску ракет и дронов оказались существенно подорваны, а инфраструктура для их запуска — в значительной степени повреждена или уничтожена.
Масштабы ущерба ядерным объектам Ирана стали предметом дискуссии среди политиков и экспертов. New York Times и CNN заявили, что, согласно засекреченному предварительному отчёту американской разведки, задержка иранской ядерной программы может составить менее 6 месяцев. «Моссад» заявил, что программа была отброшена назад на годы. ЦРУ сделало аналогичное заявление. Министерство обороны США оценило задержку ядерной программы Ирана в один-два года. По данным NBC News со ссылкой на американские и израильские источники, ядерная программа Ирана оказалась отброшена назад приблизительно на 2 года.
Прямые затраты Израиля на войну, по оценке газеты The Marker, составили 22 млрд шекелей (около 6,6 млрд долларов США). Ущерб недвижимости был предварительно оценён Налоговым управлением Израиля ещё в 1,5 млрд долларов.
Затраты Ирана на баллистические ракеты, выпущенные им по Израилю за время войны, по оценке новостного сайта IranWire, могут достигать 4,7 млрд долларов США, не считая ущерба иранской ядерной программе, недвижимости и инфраструктуре, убытков в связи с отключениями интернета и кибератаками, недополученных доходов от нефтяного экспорта, и других потерь.

## Последствия
В результате войны возможность Ирана поддерживать союзные ему исламистские группировки на Ближнем Востоке и влиять на них была ослаблена.
Сразу же после войны Иран отказался от сотрудничества с МАГАТЭ. По ряду оценок, удары по ядерным объектам Ирана и отказ последнего от сотрудничества с Агентством по атомной энергии могут подорвать доверие к международной системе контроля над ядерной деятельностью.
В связи с войной, в Иране усилились репрессии по отношению к этническим и религиозным меньшинствам (курдам, бахаям, евреям), подозреваемым в сотрудничестве с Израилем, а также по отношению к политическим активистам. Отмечались суды без участия адвокатов и смертные казни.
Потеряв в войне значительную часть своей авиации, иранские военные, по сообщению газеты Khorasan, активизировали переговоры с Китаем о закупке производимых им истребителей J-10C.

### Комментарии
1. ↑  Иордания и Саудовская Аравия сбивали иранские ракеты, выпущенные по Израилю, в своём воздушном пространстве. Катар сбивал иранские ракеты, выпущеные по базе ВВС США Аль-Удейд, в своём воздушном пространстве. Франция, по её заявлению, сбила несколько иранских БПЛА, выпущенных по Израилю.
2. ↑  Хуситы обстреливали Израиль баллистическими ракетами.
3. ↑  ХАМАС признан террористической организацией Европейским союзом, Организацией американских государств и властями Аргентины, Австралии, Великобритании, Израиля, Канады, Новой Зеландии, Парагвая, США и Японии. Его деятельность также запрещена в Иордании и Египте.
4. ↑  «Хезболла» признана террористической организацией в Австралии, Австрии, Аргентине, Великобритании, Гватемале, Германии, Гондурасе, Израиле, Канаде, Колумбии, Литве, Нидерландах, Парагвае, Сербии, Словении, США, Чехии, Швейцарии, Эстонии. Военное крыло «Хезболлы» также признано террористической организацией в Европейском союзе, Новой Зеландии, Республике Косово и Франции.
5. ↑  Хуситы признаны террористической организацией в Израиле, в части Йемена, не находящейся под их контролем, а также в Канаде, Малайзии, ОАЭ, Саудовской Аравии и США.
6. ↑  Пользование терминалами Starlink в Иране запрещено, однако они ввозятся контрабандным путём и продаются на чёрном рынке; по приблизительным оценкам, в стране работает около 20 тыс. таких терминалов[101].

### На русском языке
- Звягельская И. Д. История Государства Израиль. — М.: Аспект Пресс, 2012. — 359 с. — ISBN 978-5-7567-0638-3.
- Коняшин С. С. Первая иранская: причины, результаты, последствия // Madan. — 2025. — 3 июля.
- Сажин В. И. Дональд Трамп и Иран // Международная жизнь. — 2025. — 24 марта.
- Сажин В. И. Иран — Израиль: эскалация конфликта // Российский совет по международным делам. — 2025. — 2 июля.

### На английском языке
- Albright, David; Burkhard, Sarah; Faragasso, Spencer. Final Analysis of February 2025 IAEA Iran Verification Report (англ.) // INSS[англ.]. — 2025. — 3 March.
- Altman, Howard. Spike Missiles That Destroyed Air Defenses From Inside Iran Were Remotely Operated (англ.) // The War Zone. — 2025. — 16 June.
- Bermant, Azriel. How Should Europe Address Iran’s Missile Proliferation Activities? (англ.) // Institute of International Relations Prague[англ.]. — 2021. — 20 July.
- Cimbala, Stephen. Midnight Hammer and After (англ.) // Global Security Review[англ.]. — 2025. — 8 July.
- Cohen, Amichai; Shany, Yuval[англ.]. A New War or a New Stage in an Ongoing War: Observations on June 13 Israeli Attack against Iran (англ.) // Israel Democracy Institute. — 2025. — 16 June.
- Dolzikova, Darya. Implications of Strikes on Iran’s Nuclear Sites for IAEA Credibility (англ.) // RUSI. — 2025. — 2 July.
- Eilam, Ehud. Why Israel and Iran Had Decided to Avoid a Long War (англ.) // RUSI. — 2025. — 7 July.
- Falakshahi, Homayoun; Gnana, Jennifer; Brew, Gregory. Energy and Economic Implications of the Iran–Israel Conflict (англ.) // The Washington Institute for Near East Policy. — 2025. — 27 June.
- Faran, Oded J.K. No, Iran’s Strikes on Israel Aren’t Legal (англ.) // Times of Israel. — 2025. — 24 June.
- Ferragamo, Mariel. U.S., Israel Attack Iranian Nuclear Targets — Assessing the Damage (англ.) // Council on Foreign Relations. — 2025. — 25 June.
- Gunn, Kyle. How Iran’s air defense systems were defeated so quickly (англ.) // Task & Purpose[англ.]. — 2025. — 2 July.
- Hird, Karolina. The Israel-Iran War Rebalances the Adversary Entente (англ.) // Institute for the Study of War. — 2025. — 8 July.
- Iran’s Use of Surface-to-Surface Cluster Missiles as a Manifestation of State Terrorism (англ.) // Intelligence and Terrorism Information Center. — 2025. — 1 July.
- Israel’s attack on Iran violates international law, threatening peace and security (англ.) // International Commission of Jurists. — 2025. — 13 June.
- Izewicz, Paulina. Iran’s Ballistic Missile Programme: Its Status and the Way Forward (англ.) // Stockholm International Peace Research Institute. — 2017. — April.
- Mehvar, Ameneh. Q&A: Twelve days that shook the region – Inside the Iran‑Israel war (англ.) // ACLED[англ.]. — 2025. — 4 July.
- Milanović, Marko[англ.]. Is Israel’s Use of Force Against Iran Justified by Self‑Defence? (англ.) // EJIL: Talk![англ.]. — 2025. — 13 June.
- Mills, Claire; Curtis, John. Israel–Iran 2025: Developments in Iran's nuclear programme and military action (англ.) // House of Commons Library[англ.]. — 2025. — 24 June.
- Nephew, Richard[англ.]. Is a Good Iran Deal Possible? (англ.) // Foreign Affairs. — 2025. — 26 May.
- Panikoff, Jonathan; Shapiro, Daniel B.; Fontenrose, Kirsten. The Big Lessons from 12 Days of War with Iran (англ.) // Atlantic Council. — 2025. — 24 June.
- Pipes, Daniel. What Just Happened? A Twelve-Day War’s Twelve Surprises (англ.) // Middle East Forum[англ.]. — 2025. — 29 June.
- Roque, Ashley. Operation Midnight Hammer: How the US Conducted Surprise Strikes on Iran (англ.) // Breaking Defense. — 2025. — 22 June.
- Schmitt, Michael N.[англ.]. Israel’s Operation Rising Lion and the Right of Self‑Defense (англ.) // US Military Academy, Lieber Institute. — 2025. — 16 June.
- Spencer, John[англ.]. Winners and Losers of the 12‑Day Israel‑Iran War (англ.) // Jerusalem Center for Public Affairs. — 2025. — 25 June.
- The «Resistance Axis» and the Israel-Iran War (англ.) // Intelligence and Terrorism Information Center. — 2025. — July (no. 132–25).
- Toomey, Bridget. The Houthis join Iran’s attacks on Israel (англ.) // FDD's Long War Journal[англ.]. — 2025. — 18 June.
- Trevithick, Joseph. 150 THAAD Ballistic Missile Interceptors Fired By U.S. During Iran's Barrages On Israel: Report (англ.) // The War Zone. — 2025. — 25 July.
- Twelve Days Under Fire: A Comprehensive Report on the Iran‑Israel War (англ.) // HRAI[англ.]. — 2025. — 28 June.
- Zimmt, Raz. The Israel–Iran War: Concluded but not Resolved (англ.) // INSS[англ.] Insight. — 2025. — 25 June (no. 1998).